# Differenza di martingala
Nella teoria della probabilità, una differenza di martingala (in inglese: Martingale Difference Sequence (MDS)) è un processo stocastico caratterizzato da valore atteso condizionale nullo. 
In simboli, un processo stocastico {\displaystyle \varepsilon =\{\varepsilon _{t}\}_{t\in T}} è una differenza di martingala se vale la seguente condizione: 
{\displaystyle E(\varepsilon _{t}\ |\varepsilon _{t-1},\varepsilon _{t-2},\ldots )=0\ \ \forall t\in T}
Nel caso in cui il valore atteso condizionale non dipenda, o non dipenda solo, dalla storia passata della variabile, ma da un altro insieme di informazioni X, si dirà che il processo è una differenza di martingala condizionatamente ad X.  
Il nome della sequenza deriva dal fatto che questo particolare processo stocastico viene generato dalla differenza prima di una martingala.
Da notare che, dall'ipotesi di valore condizionale nullo, discende l'assenza di autocorrelazione della serie.
Si ha infatti:
{\displaystyle E(\varepsilon _{t}\varepsilon _{t-k})=E(E(\varepsilon _{t}\varepsilon _{t-k}\ |\varepsilon _{t-1},\varepsilon _{t-2},\ldots ))=E(\varepsilon _{t-k}\cdot E(\varepsilon _{t}\ |\varepsilon _{t-1},\varepsilon _{t-2},\ldots ))=E(\varepsilon _{t-k}\cdot 0)=0}
in cui {\displaystyle k\neq 0} e la seconda eguaglianza è un'applicazione della legge delle aspettative iterate.
Da notare altresì che, nonostante le somiglianze, una differenza di martingala non è implicata e non implica un white noise.
Infatti, se da un lato un white noise non necessariamente ha media condizionale nulla, dall'altro una differenza di martingala non richiede l'esistenza di un momento secondo (o varianza) finito.